# Insanity and Genius
Insanity and Genius – trzecia studyjna płyta zespołu Gamma Ray i ostatnia z wokalistą  Ralfem Sheepersem. Została wydana ponownie w 2002.
Kai Hansen śpiewa w piosence "Heal Me".

## Lista utworów
1. Tribute to the Past
2. No Return
3. Last Before the Storm
4. The Cave Principle
5. Future Madhouse
6. Gamma Ray
7. Insanity & Genius
8. 18 Years
9. Your Turn Is Over
10. Heal Me
11. Brothers

### Utwory bonusowe z wydania 2002
- 12. Gamma Ray (long version)
- 13. Exciter (cover Judas Priest)
- 14. Save Us (wersja z koncertu)

Bonus w wersji japońskiej:
- 12. Heroes

## Skład zespołu
- Ralf Scheepers – śpiew
- Kai Hansen – gitara
- Dirk Schlächter – gitara
- Jan Rubach – gitara basowa
- Thomas Nack – perkusja